# Datana perspicua
Datana perspicua är en fjärilsart som beskrevs av Augustus Radcliffe Grote och Robinson 1865. Datana perspicua ingår i släktet Datana och familjen tandspinnare. Inga underarter finns listade i Catalogue of Life.